# ديفي مور (ملاكم مواليد 1959)
ديفي مور (بالإنجليزية: Davey Moore)‏ مواليد 9 يونيو 1959 في ذا برونكس - الوفاة 1 يونيو 1988 في ذا برونكس، كان ملاكم أمريكي سابق صنّف ضمن فئة الوزن المتوسط.

## إحصائيات
خاض خلال مسيرته 23 نزالا، فاز في 18 ولم يتعادل وخسر في 5. فاز بالضربة القاضية في 14 نزالا.

## روابط خارجية
- ديفي مور على موقع بوكس ريك (الإنجليزية) (registration required)